# Eleições presidenciais na Moldávia em 2024

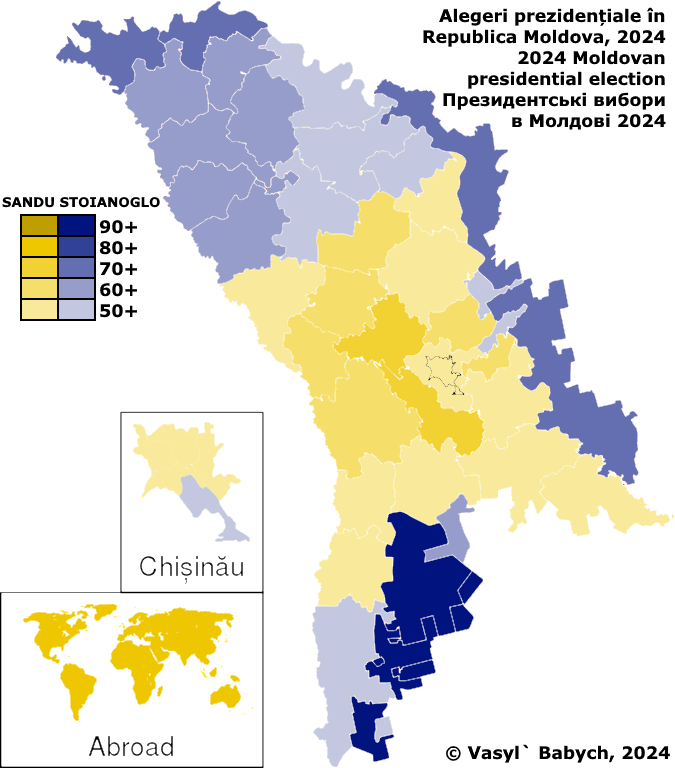
Mapa da Moldávia de acordo com os resultados das eleições de 2024

As eleições presidenciais foram realizadas na Moldávia em 20 de outubro de 2024, com um segundo turno realizado em 3 de novembro. A presidente em exercício Maia Sandu, que venceu o primeiro turno, e o ex-procurador-geral Alexandr Stoianoglo, que ficou em segundo lugar, disputaram o segundo turno, com Sandu conquistando a maioria dos votos e sendo reeleito para um segundo mandato final.
O The Guardian descreveu a eleição como uma escolha entre o Ocidente e a Rússia, com Sandu a representar o lado pró-União Europeia e Stoianoglo o lado pró-Rússia. Renato Usatîi, que terminou em terceiro no primeiro turno, recusou-se a apoiar um candidato no segundo turno. O jornal romeno Insider descreveu Victoria Furtună e Vasile Tarlev, que ficaram em quinto e sexto lugar, como apoiados pelo oligarca pró-Rússia Ilan Shor.
Além disso, no mesmo dia, uma estreita maioria de moldavos votou "sim" para adicionar a adesão à UE à constituição do país. Isto foi visto como uma vitória para Sandu, que fez campanha pelo lado do "sim", embora o resultado tenha sido mais apertado do que o esperado, um fato que Sandu atribuiu à alegada interferência patrocinada pela Rússia nas eleições, incluindo a compra de votos organizada por grupos formados pela Rússia. A OSCE descreveu a condução da primeira volta como "esmagadoramente positiva", embora tenha notado o uso indevido de recursos administrativos e a cobertura mediática desequilibrada a favor do titular.